# Вест Милфорд (Западна Вирџинија)
Вест Милфорд (енгл. West Milford) град је у америчкој савезној држави Западна Вирџинија.

## Демографија
По попису из 2010. године број становника је 630, што је 21 (-3,2%) становника мање него 2000. године.
| Група             | 2000.       | 2010.       |
| Белци             | 645 (99,1%) | 605 (96,0%) |
| Афроамериканци    | 0 (0,0%)    | 1 (0,2%)    |
| Азијати           | 0 (0,0%)    | 1 (0,2%)    |
| Хиспаноамериканци | 3 (0,5%)    | 3 (0,5%)    |
| Укупно            | 651         | 630         |